# Kid Pink and the Maharajah
Kid Pink and the Maharajah è un cortometraggio muto del 1914 diretto da Edward LeSaint.

## Produzione
Il film fu prodotto dalla Selig Polyscope Company.

## Distribuzione
Distribuito dalla General Film Company, il film - un cortometraggio in un rullo - uscì nelle sale cinematografiche statunitensi il 12 marzo 1914. Non si conoscono copie ancora esistenti della pellicola che viene considerata presumibilmente perduta.